# Talinumväxter
Talinumväxter (Talinacaceae) är en familj av tvåhjärtbladiga växter som beskrevs av Doweld. Talinumväxter ingår i ordningen nejlikordningen, klassen tvåhjärtbladiga blomväxter, divisionen fanerogamer och riket växter.
Familjen innehåller bara släktet Talinum.